# Курциг, Генрих
Генрих Курциг (нем. Heinrich Kurtzig, псевдоним Богумил Курций (нем. Bogumil Curtius); 2 мая 1865, Иновроцлав, Пруссия, — 17 июня 1946, Касабланка, Марокко) — немецкий писатель.

## Биография
Генрих Курциг — дед литературоведа Стефана Мозеса по материнской линии — после получения экономического образования принял руководство фабрикой в Иновроцлаве (в 1904 году переименованном в Хоэнзальцу). В 1905 году переехал в Берлин, где в 1907 году открыл книжный магазин.
Литературную деятельность начал в 1886 году, под псевдонимом «Богумил Курций» выпустив сборник стихов, стилистически относящихся к бреслауской поэтической школе.
Изначально Курциг был поддержан юмористом Юлиусом Штеттенгеймом. Вскоре он перешел к описанию мира восточноевропейских евреев, в котором вырос сам; в частности, описал жизнь своего отца Арона Курцига, переехавшего в Куявию, чтобы изменить своё положение, сильно ущемленное антисемитизмом.
В 1933 году книга Курцига «Dorfjuden» оказалась среди книг, сожженных нацистами. Несмотря на это, в 1934 году Курцигу удалось выпустить в лейпцигском издательстве Gustav-Engel-Verlag, где были изданы его предыдущие книги, юмористический вольный перевод «Одиссеи» Гомера. В 1939 году он эмигрировал из Германии и переехал к семье своей дочери в Марокко.

## Сочинения
- (под псевдонимом «Bogumil Curtius») Fidele Landpartie, 1886.
- Unseren Helden. Vor der Marne — im Gefecht 9. September 1914. — Charlottenburg: Baumann, 1914.
- Ostdeutsches Judentum. Tradition einer Familie. — Stolp: Eulitz, 1927.
- Dorfjuden. Ernstes und Heiteres von ostischen Leuten. — Poppelauer, 1928.
- Kaufmann Frank. Geschichte eines Lebens. — Leipzig: Engel, 1929.
- An der Grenze. Kulturgeschichtliche Erzählung. — Leipzig: Engel, 1931.
- Liebes- und Irrfahrten nach Homers Odyssee. Wieder mal etwas Heiteres. — Leipzig: Engel, 1934.